# Cahill U.S. Marshal
Cahill U.S. Marshal is een Amerikaanse western uit 1973, geregisseerd door Andrew V. McLaglen met in de hoofdrollen John Wayne, George Kennedy, Neville Brand en Marie Windsor.

## Verhaal
Terwijl weduwnaar en U.S. Marshal J.D. Cahill (John Wayne) weg is van huis, bevrijden zijn twee zonen een groepje criminelen uit de gevangenis. Samen besluiten ze de bank te overvallen, waarbij de Sheriff van de stad wordt gedood. De overvallers gaan terug de cel in, zodat zij niet van de overval beschuldigd kunnen worden, terwijl de zonen van Cahill het gestolen geld verstoppen. Cahill krijgt de opdracht om de overvallers te vinden en voor het schavot te brengen.

## Cast
| Acteur           | Personage                 |
| ---------------- | ------------------------- |
| John Wayne       | U.S. Marshal J.D. Cahill  |
| George Kennedy   | Abe Fraser                |
| Gary Grimes      | Danny Cahill              |
| Neville Brand    | Lightfoot                 |
| Clay O'Brien     | Billy Joe "Budger" Cahill |
| Marie Windsor    | Mrs. Hetty Green          |
| Morgan Paull     | Struther                  |
| Dan Vadis        | Brownie                   |
| Royal Dano       | MacDonald                 |
| Scott Walker     | Ben Tildy                 |
| Denver Pyle      | Denver                    |
| Jackie Coogan    | Charlie Smith             |
| Rayford Barnes   | Pee Wee Simser            |
| Dan Kemp         | Joe Meehan                |
| Harry Carey, Jr. | Hank                      |
| Walter Barnes    | Sheriff Grady             |
| Hank Worden      | Albert                    |
| James Nusser     | Doctor Jones              |
| Murray MacLeod   | Deputy Sheriff Gordine    |
| Hunter von Leer  | Deputy Sheriff Jim Kane   |